# 開放政府夥伴關係聯盟
開放政府夥伴關係聯盟（英語：Open Government Partnership，簡稱OGP）是一項多邊倡議，旨在確保國家和地方政府做出具體承諾，以促進開放政府、賦予公民權力、打擊贪污以及利用新兴技术加強治理。開放政府夥伴關係聯盟由包括政府和民間社會組織代表在內的指導委員會監督。

## 歷史
開放政府夥伴關係聯盟於2011年9月20日正式成立。在联合国大会會議期間，來自8個創始政府的國家（巴西、印度尼西亞、墨西哥、挪威、菲律賓、南非、英國、美國）元首簽署了《開放政府宣言》，並與同等數量的民間社會領導人一起宣佈了他們的國家行動計劃。

## 開放政府夥伴關係聯盟全球峰會
開放政府夥伴關係聯盟的參與者不定期在不同的國家中舉辦聚會，親自分享他們的發現並加強國際合作。
| 年份   | 事件                              | 主辦地點       | 日期                     |
| ------ | --------------------------------- | -------------- | ------------------------ |
| 2012年 | 第1屆開放政府夥伴關係聯盟年會     | 巴西巴西利亚   | 2012年4月17日、4月18日   |
| 2013年 | 第2屆開放政府夥伴關係聯盟年會     | 英国伦敦       | 2013年10月31日、11月1日  |
| 2015年 | 第3屆開放政府夥伴關係聯盟全球峰會 | 墨西哥墨西哥城 | 2015年10月28日、10月29日 |
| 2016年 | 第4屆開放政府夥伴關係聯盟全球峰會 | 法國巴黎       | 2016年12月7日、12月8日   |
| 2018年 | 第5屆開放政府夥伴關係聯盟全球峰會 | 第比利斯       | 2018年7月18日、7月19日   |
| 2019年 | 第6屆開放政府夥伴關係聯盟全球峰會 | 加拿大渥太華   | 2019年5月29日、5月30日   |
| 2021年 | 第7屆開放政府夥伴關係聯盟全球峰會 | 首爾特別市     | 2021年12月13日至12月17日 |
| 2023年 | 第8屆開放政府夥伴關係聯盟全球峰會 | 爱沙尼亚塔林   | 2023年9月6日、9月7日     |

## 外部連結
- 官方网站
- 開放政府夥伴關係聯盟 （页面存档备份，存于）在Facebook上
- 開放政府夥伴關係聯盟 （页面存档备份，存于）在Instagram上
- 開放政府夥伴關係聯盟 （页面存档备份，存于）在Twitter上